# Dentichasmiops informis
Dentichasmiops informis là một loài tò vò trong họ Ichneumonidae.